# Hans Prinzhorn

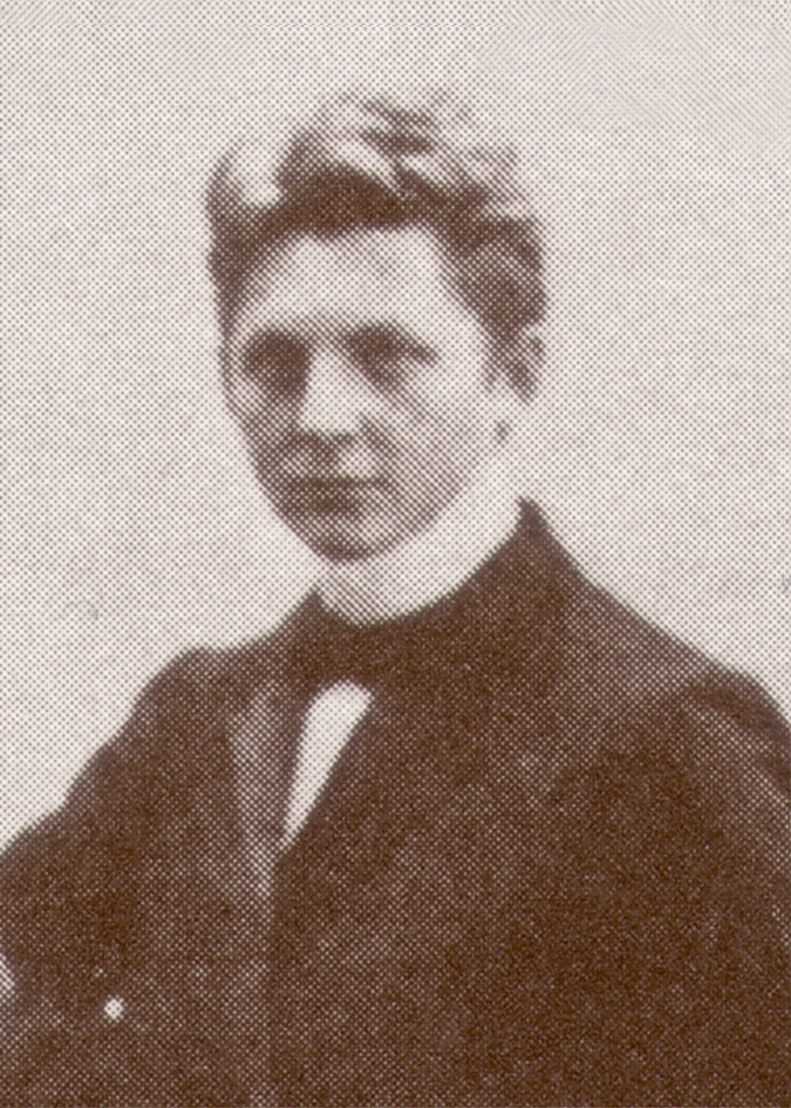
Hans Prinzhorn (1904)

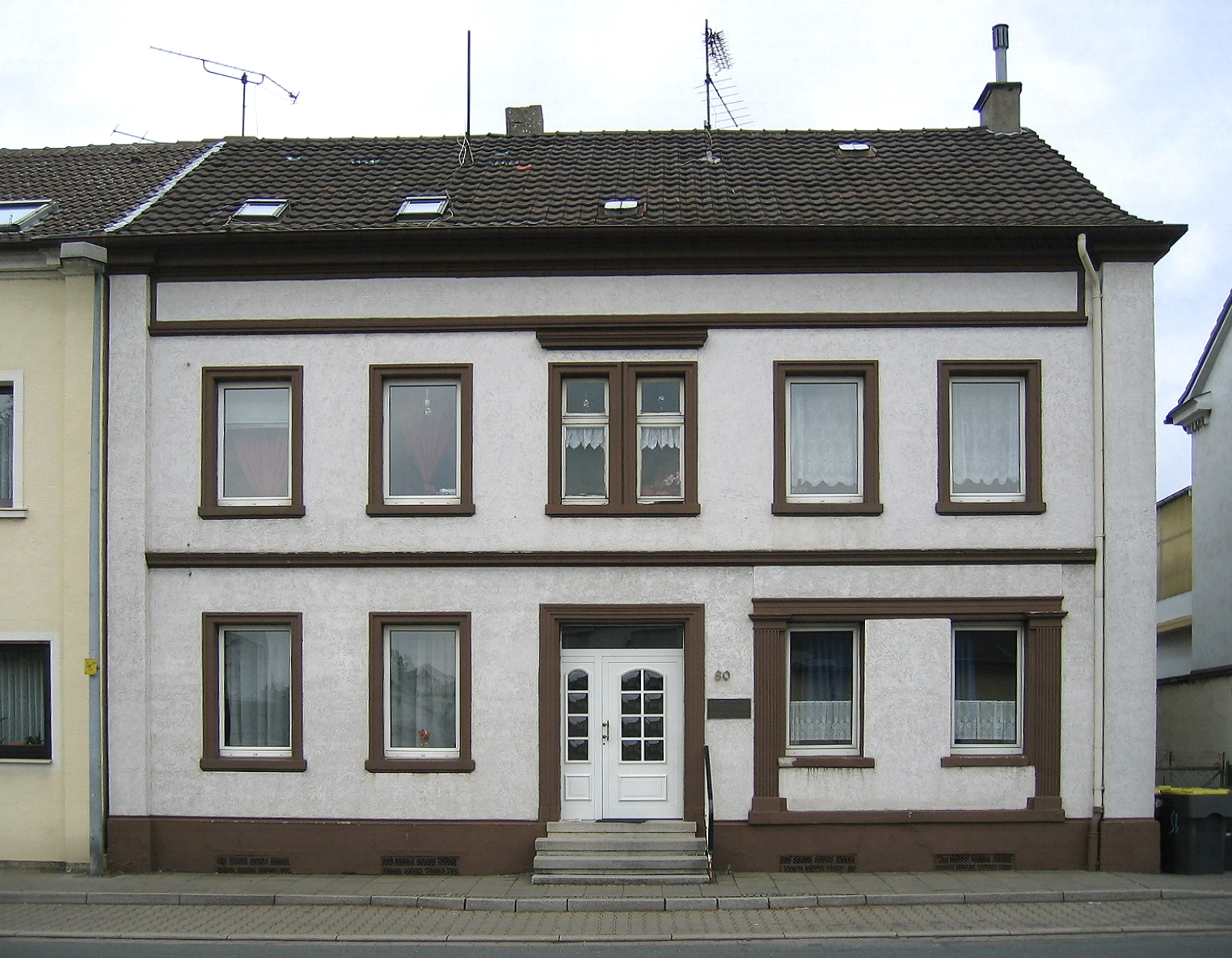
A casa onde Prinzhorn nasceu, em Hemer

Hans Prinzhorn (Hemer, 6 de junho de 1886 – Munique, 14 de junho de 1933) foi um psiquiatra e historiador da arte alemão.
Nascido em Hemer, Vestfália, estudou história da arte e filosofia na Universidade de Viena, recebendo seu doutorado em 1908. Ele então partiu à Inglaterra com a finalidade de receber aulas de canto, pois inicialmente ambicionava tornar-se um cantor profissional. Mais tarde recebeu treinamento em medicina e psiquiatria, servindo como um cirurgião do exército durante a Primeira Guerra Mundial.
Em 1919 tornou-se assistente de Karl Wilmanns no hospital psiquiátrico da Universidade de Heidelberg. Sua tarefa era expandir uma coleção anterior de arte criada pelos doentes mentais iniciada por Emil Kraepelin. Ao partir, em 1921, a coleção foi expandida para mais de 5.000 obras de aproximadamente 450 "casos".
Em 1922 publicou seu primeiro e mais influente livro, Bildnerei der Geisteskranken. Ein Beitrag zur Psychologie und Psychopatologie der Gestaltung (A Arte dos Doentes Mentais: Uma Contribuição à Psicologia e à Psicopatologia de Configuração Formal), ricamente ilustrado com exemplares da coleção. Enquanto seus colegas foram reservados em suas reações, a cena artística ficou entusiasmada. Jean Dubuffet foi altamente inspirado pelas obras, e o termo "Art Brut" foi criado a partir daí.
O livro preocupa-se principalmente em definir a fronteira entre a psiquiatria e a arte, doença e autoexpressão. Representa uma das primeiras tentativas de analisar as obras dos doentes mentais.
Após curtas estadias em sanatórios de Zurique, Dresden e Wiesbaden, começou a praticar psicoterapia em Frankfurt em 1925, sem obter muito sucesso. Continuou a escrever livros, e quase meia dúzia foram publicados durante sua vida. Suas esperanças de encontrar uma posição permanente numa universidade nunca se concretizaram. Desiludido por fracassos profissionais, e seguindo três casamentos infrutíferos, mudou-se para a casa de uma tia em Munique e lá afastou-se do olho público, vivendo de palestras e ensaios. Morreu de tifo em Munique em 1933.
Logo após sua morte a Coleção Prinzhorn foi guardada nos sótãos da universidade. Em 1938 alguns itens foram incluídos na exibição de propaganda nazista Entartete Kunst ("Arte Degenerada"). Desde 2001 a coleção está à mostra num antigo oratório da Universidade de Heidelberg.